# Бетел (переписна місцевість, Коннектикут)
Бетел (англ. Bethel) — переписна місцевість (CDP) в США, в окрузі Ферфілд штату Коннектикут. Населення — 11 582 особи (2020).

## Географія
Бетел розташований за координатами 41°22′22″ пн. ш. 73°24′42″ зх. д. / 41.37278° пн. ш. 73.41167° зх. д. (41.372728, -73.411578).  За даними Бюро перепису населення США в 2010 році переписна місцевість мала площу 10,59 км², уся площа — суходіл.

## Демографія
Згідно з переписом 2010 року, у переписній місцевості мешкало 9549 осіб у 3903 домогосподарствах у складі 2451 родини. Густота населення становила 901 особа/км².  Було 4168 помешкань (393/км²).
Расовий склад населення:
| - 84,8 % — білих - 5,8 % — азіатів - 2,6 % — чорних або афроамериканців - 0,1 % — корінних американців - 4,4 % — осіб інших рас |

До двох чи більше рас належало 2,3 %. Частка іспаномовних становила 10,4 % від усіх жителів.
За віковим діапазоном населення розподілялося таким чином: 22,4 % — особи молодші 18 років, 65,9 % — особи у віці 18—64 років, 11,7 % — особи у віці 65 років та старші. Медіана віку мешканця становила 39,5 року. На 100 осіб жіночої статі у переписній місцевості припадало 90,9 чоловіків;  на 100 жінок у віці від 18 років та старших — 87,6 чоловіків також старших 18 років.
Середній дохід на одне домашнє господарство  становив 93 393 долари США (медіана — 75 038), а середній дохід на одну сім'ю — 106 487 доларів (медіана — 82 440). Медіана доходів становила 68 648 доларів для чоловіків та 49 804 долари для жінок. За межею бідності перебувало 4,2 % осіб, у тому числі 5,7 % дітей у віці до 18 років та 3,5 % осіб у віці 65 років та старших.
Цивільне працевлаштоване населення становило 5499 осіб. Основні галузі зайнятості: освіта, охорона здоров'я та соціальна допомога — 22,2 %, науковці, спеціалісти, менеджери — 15,7 %, виробництво — 12,3 %, роздрібна торгівля — 9,8 %.